# Juticalpa
Juticalpa é uma cidade de Honduras e capital do departamento de Olancho.